# 1561 no Brasil
Esta é uma cronologia dos fatos acontecimentos de ano 1561 no Brasil.

## Mortes
- Vasco Fernandes Coutinho, 1º donatário da Capitania do Espírito Santo (n. 1490).[1]